# چلان سفلی
چلان سفلی یکی از روستاهای استان آذربایجان شرقی است که در دهستان سراجوی شرقی بخش سراجو شهرستان مراغه واقع شده‌است.

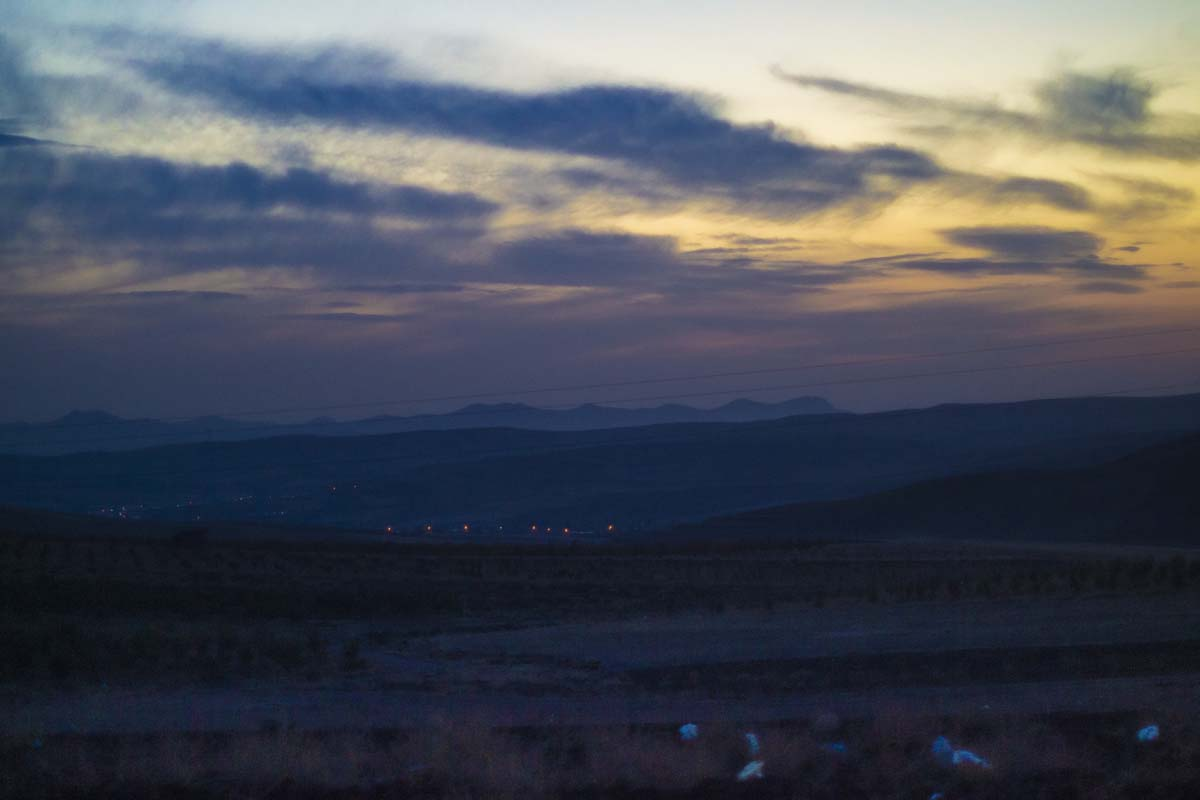
طبیعت زیبای چلان سفلی